# Кай Стренд
Кай Стренд (дан. Kaj Aage Gunnar Strand; 27 лютого 1907 — 31 жовтня 2000) — данський та американський астроном.

## Біографічні відомості
Народився в Геллерупі (Данія). У 1931 закінчив Копенгагенський університет. У 1931—1933 — співробітник Геодезичного інституту при цьому університеті, в 1933—1938 — співробітник обсерваторії Лейденського університету. З 1938 жив в США. У 1938—1942 — астроном Суартморського коледжу, в 1946—1947 — професор Чиказького університету, в 1947—1958 — професор Північно-Західного Чиказького університету і директор Дірборнської обсерваторії, в 1958—1963 — керівник відділу астрометрії і астрофізики при цьому університеті, в 1963—1977 — науковий директор Морської обсерваторії у Вашингтоні.
Основні галузі наукових досліджень — фотографічні спостереження подвійних зірок, вивчення орбітальних рухів у подвійних і кратних системах, визначення зоряних паралаксів. Під керівництвом Стренда і за його безпосередньої участі як спостерігача було створено кілька каталогів подвійних зірок. Основна заслуга Стренда — керівництво створенням першого в світі великого рефлектора з діаметром дзеркала 1,5 м, спеціально призначеного для астрометричних спостережень слабких зірок (до 17m), зокрема для визначення паралаксів. Рефлектор був встановлений на станції Морський обсерваторії у Флегстаффі (штат Аризона) в 1964. Починаючи з 1970 опубліковано ряд каталогів паралаксів слабких зірок, отриманих на цьому рефлекторі.
Член Данської королівської АН.
Астероїд 3236 Стренд названий на його честь.